# Olivetti P6040
Olivetti P6040 (P6040) је био преносиви рачунар фирме Оливети (Olivetti) који је почео да се производи у Италији почетком 1980-их година.
Користио је Intel 8080 као микропроцесор. RAM меморија рачунара је имала капацитет од 2 KB прошириво до 4 KB (1 до 3 KB кориснички RAM).

## Детаљни подаци
Детаљнији подаци о рачунару P6040 су дати у табели испод.
|                       |                                                                 |
| [ 1 ]                 |                                                                 |
| Произвођач            | Оливети                                                         |
| Тип                   | преносиви рачунар                                               |
| Меморија              | 2 прошириво до 4 (1 до 3 кориснички RAM)                        |
| Поријекло             | Италија                                                         |
| Година                |                                                                 |
| Тастатура             | алфанумеричка, 72 тастера, са додатним калкулаторским тастерима |
| Процесор              |                                                                 |
| Фреквенција процесора | непознато                                                       |
| RAM                   | 2 прошириво до 4 (1 до 3 кориснички RAM)                        |
| ROM                   | 16 KB                                                           |
| Текст                 | 16 знакова x 1 линија, показивач са ЛЕД диодама                 |
| Графика               |                                                                 |
| Боја                  |                                                                 |
| Звук                  | један канал, мали звучник                                       |
| Димензије             | 36 (ширина) x 40,6 (дубина) x 11,6 (висина) cm. / 7,8 .           |
| Портови               |                                                                 |
| Оперативни систем     |                                                                 |